# Aluku (langue)
Cet article concerne la langue aluku. Pour le peuple aluku, voir Aluku.
Cet article concerne article general nenge tongo. Pour les autres significations, voir Aluku (homonymie).
 (février 2012).
Si vous disposez d'ouvrages ou d'articles de référence ou si vous connaissez des sites web de qualité traitant du thème abordé ici, merci de compléter l'article en donnant les références utiles à sa vérifiabilité et en les liant à la section « Notes et références ».
Pour les articles homonymes, voir Aluku et Boni.
L'aluku, parfois appelé le boni, est une langue de la famille des créoles à base lexicale anglaise parlé dans l'ouest de la Guyane française, Maripasoula Papaïchton et Apatou, cette langue n’est pas parlée au Suriname contrairement au autre langue buchinenge , elle se caractérise par son intonation plus sec et directe. C'est la langue de la communauté Aluku (ou Bonis) vivant le long du fleuve Maroni en Guyane dans les régions frontalières entre le Suriname et la Guyane française.
L'aluku appartient aux langues businenge, créoles nés du contact entre les langues des colons, principalement l'anglais (mais également le néerlandais le portugais et les langues africaines des esclaves. Ces langues présentent des originalités marquées par rapport à la plupart des créoles, notamment leur système tonal et leur indépendance lexicale vis-à-vis de la langue de base.